# Alja Krušič
Alja Krušič, slovenska pevka, * 7. junij 1996.
Prihaja iz Ribnice na Pohorju.
Širši slovenski javnosti je postala znana leta 2013 z zmago v 3. sezoni oddaje Slovenija ima talent. Na avdiciji se je predstavila z "Don't You Remember" (Adele), v polfinalu je zapela "People Help the People" (Birdy), v finalu pa je slavila z "One Night Only" (Beyonce). Kmalu po zmagi je izdala svojo prvo pesem "A boš malo moj", ki sta ji sledila singla "Nisi sam" in "Daj mi poljub".
Na Melodijah morja in sonca 2015 je nastopila s skladbo Lee Sirk "Najin ples" in osvojila 3. mesto.

## Diskografija
- 2013: A boš malo moj
- 2014: Nisi sam
- 2014: Daj mi poljub
- 2015: Najin ples
- 2016: Fantazija
- 2017: Naju popelje
- 2018: Nežno srce
- 2019: Idealen dan
- 2019: V resničnosti
- 2020: Roza poletje
- 2021: Cocktail